# Gauwirtschaftskammer Sudetenland
Die Gauwirtschaftskammer Sudetenland war von 1942 bis 1945 die Gauwirtschaftskammer für das Sudetenland mit Sitz in Reichenberg.
In Folge des Münchener Abkommens wurde 1938/39 die Tschechoslowakei zerschlagen. Die überwiegend deutschsprachigen Gebiete, das Sudetenland wurden Teil des Deutschen Reiches, die überwiegend tschechischsprachigen Gebiete bildeten die Rest-Tschechoslowakei. Die Handelskammern in Reichenberg, Eger und Troppau kamen zu Deutschland und wurden in Industrie- und Handelskammern umbenannt. In den Folgejahren teilen sie die Geschichte der deutschen IHKn: Gleichschaltung und Ablösung der Selbstverwaltung der Wirtschaft durch das „Führerprinzip“. 1939 wurde die Wirtschaftskammer Sudetenland als gemeinsame Oberorganisation der drei Kammern gebildet.
1942 wurde diese zur Gauwirtschaftskammer Sudetenland und die drei Kammern sowie die Handwerkskammern des Gebietes wurden in diese vollständig eingegliedert. Rechtsgrundlage war die Gauwirtschaftskammeraufbauverordnung (GWKAV) vom 30. Mai 1942. Die bisherigen Kammern in Eger und Troppau wurden als Zweigstellen weitergeführt. Anton Kiesewetter wurde zum 1. Januar 1943 zum ersten (und einzigen) Präsidenten der Gauwirtschaftskammer Sudetenland ernannt. Sein Stellvertreter war Ernst Peschka, vorher Präsident der Handwerkskammer Reichenberg.
Mit dem Ende des Zweiten Weltkriegs endete die Tätigkeit der Gauwirtschaftskammer Sudetenland. Die Vertreibung der Deutschen aus der Tschechoslowakei führte Anfang 1945 dazu, dass das Personal und die meisten der Mitgliedsfirmen der sudetendeutschen Kammer verloren gingen. Kiesewetter selbst geriet in tschechische Gefangenschaft. Nach Kriegsende wurden in der Tschechoslowakei die Handelskammern nach dem Stand von 1938 mit tschechischem Personal neu aufgebaut.
Die erhaltenen Akten der Gauwirtschaftskammer Sudetenland befinden sich im Bundesarchiv.